# センチネル族
センチネル族（センチネルぞく）は、インド洋東部のアンダマン諸島に浮かぶ北センチネル島に住む先住民族。人口は50 - 200人と推定されている。今もなお石器時代の生活を維持する世界で唯一の民族と言われ、外部との接触を拒否する生活を続けており、インド政府も干渉をしない意向を示している。センチネル族は外来との接触が歴史的に非常に少ない集団であったため、外部の病原菌に対する免疫抵抗力が弱いと思われ、少ない人口が一気に全滅する可能性があることも不干渉の理由の一つである（近隣の先住民族・アンダマン諸島先住民の諸族は大アンダマン人、ジャラワ族、オンゲ族など、既に感染症による脅威にさらされている例が多い。ジャンギル族に至っては20世紀初頭に全滅してしまっている）。

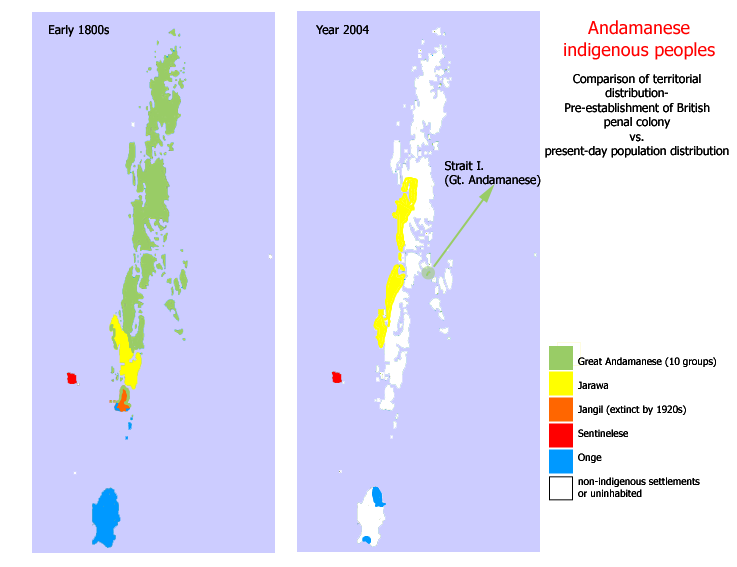
アンダマン諸島の民族分布。赤い部分がセンチネル族。

センチネル語を話すが、島の外部でセンチネル語を解する者はおらず、インド政府ですらセンチネル族と会話でコミュニケーションを取ることは不可能である。

## 歴史
1880年、植民地の役人だった人類学者モーリス・ビダル・ポートマンが上陸し、2週間にわたって島内を歩き回った末、幼い子ども4人と老夫婦を捕まえて誘拐し、イギリスの主要な流刑地に連れ去った。そこで6人はすぐに病気にかかり、老夫婦は死亡した。病気の子どもたちはたくさんの贈り物とともに島に送り返された。このことがセンチネル族の外部への排他性・攻撃性を強めたという説がある。
1975年、ナショナル ジオグラフィックは、インド人の人類学者と映像製作者からなる「友好的接触をはかる」探検隊に向かって海岸から矢を放つセンチネル族の写真を掲載した。
1967年から2000年代初頭にかけて、インド政府の人類学者が、時折ボートで北センチネル島の浜辺に近づき、1991年には2回、波打ち際でセンチネル族にココナッツとバナナを手渡すほど接近できた。
2004年、スマトラ沖地震による津波を受け、インド沿岸警備隊のヘリコプターが、被害を確認するために島の上空を急降下したところ、弓矢による攻撃を受けた。
2018年11月、26歳のアメリカ人宣教師ジョン・アレン・チャウが漁船から泳いで上陸したところ、弓矢で殺害された。